# 富山セントラルガス
富山セントラルガス（とやまセントラルガス）は、かつて富山県高岡市に本社を置いていた、プロパンガスを主力とするエネルギー販売会社である。
セントラル石油瓦斯グループの一員であった。
旧名は高岡セントラル瓦斯であったが2000年にセントラル石油瓦斯の地域密着型総合施策に基づいてセントラル石油瓦斯富山支店の石油、プロパンガスの卸売事業を継承した際に現在の富山セントラルガスに社名変更した。
2020年4月1日、石川県野々市市に本社を置くイワタニ北陸と合併し、イワタニセントラル北陸高岡支店となった。
シンボルマークは緑地の家の真ん中にハートマークがあり右手に「暮らしの真ん中にいつも。セントラルガス」となっていた。

## 関連会社
- セントラル石油瓦斯株式会社
- 北海道セントラルガス株式会社
- イワタニセントラル東北株式会社
- 福島セントラルガス株式会社
- 中央セントラルガス株式会社
- 長島セントラルガス株式会社
- 株式会社セントラルガスセンター